# Taekwondo nos Jogos Olímpicos de Verão da Juventude de 2014 - -55 kg masculinos

As provas de Taekwondo -55 kg masculinos nos Jogos Olímpicos de Verão da Juventude de 2014 decorreram a 18 de Agosto no Centro Internacional de Exposições de Nanquim em Nanquim,China. Huang Yu-Jen do Taipei Chinês foi medalha de Ouro, o sul-coreano Joo Donghun ganhou a Prata e o Bronze foi repartido entre o belga Mohamed Ketbi e o espanhol Jesus Tortosa.

## Medalhistas
| Ouro   | TPE Huang Yu-Jen                    |
| Prata  | KOR Joo Donghun                     |
| Bronze | BEL Mohamed Ketbi ESP Jesus Tortosa |

## Resultados das finais
Nota: Os semi-finalistas derrotados ganham ambos o Bronze.
|  | Semifinal         | Semifinal        |   |  | Final           | Final |  |
|  |                   |                  |   |  |                 |       |  |
|  |                   |                  |   |  |                 |       |  |
|  | BEL Mohamed Ketbi | 2                |   |  |                 |       |  |
|  | KOR Joo Donghun   | 3                |   |  |                 |       |  |
|  |                   |                  |   |  |                 |       |  |
|  |                   |                  |   |  |                 |       |  |
|  |                   |                  |   |  | KOR Joo Donghun | 2     |  |
|  |                   | TPE Huang Yu-Jen | 7 |  |                 |       |  |
|  |                   |                  |   |  |                 |       |  |
|  |                   |                  |   |  |                 |       |  |
|  |                   |                  |   |  |                 |       |  |
|  |                   |                  |   |  |                 |       |  |
|  | ESP Jesus Tortosa | 1                |   |  |                 |       |  |
|  | TPE Huang Yu-Jen  | 7                |   |  |                 |       |  |